# Pelidnota estebandurani
Pelidnota estebandurani är en skalbaggsart som beskrevs av Soula 2006. Pelidnota estebandurani ingår i släktet Pelidnota och familjen Rutelidae. Utöver nominatformen finns också underarten P. e. ecuatoriana.